# Лейкоцидин
Лейкоцидин (лат. leukocidin) — бактериальный экзотоксин, который избирательно поражает лейкоциты.
Лейкоцидин наиболее активен в отношении нейтрофилов, моноцитов и макрофагов. У кроликов он вызывает некроз кожи. Штаммы, продуцирующие лейкоцидин, обычно выделяют из содержимого фурункулов.
Вырабатывается стафилококками. Способность к выработке лейкоцидина зависит от вирулентности культуры.
Различают три вида лейкоцидина: первый действует на лейкоциты кролика; второй оказывает токсическое влияние на лейкоциты кролика и человека и не действует на лейкоциты морской свинки, мыши и барана; третий оказывает отрицательное действие на лейкоциты человека, кролика, морской свинки и мыши, не активен по отношению к лейкоцитам барана. Токсическое влияние различных видов Л. варьирует от незначительных повреждений морфологических структур лейкоцита до полного лизиса. Убитые Л. лейкоциты теряют способность восстанавливать (обесцвечивать) метиленовый синий. На этом основан «биоскопический» метод определения Л. Патогенные стафилококки продуцируют лейкоцидин с титром от 1 : 200 до 1 : 1000 (по «биоскопическому» методу). Сыворотка животных, иммунизированных стафилококками, приобретает способность in vitro нейтрализовать лейкоцидин.